# Vedres Csaba
Vedres Csaba (Budapest, 1964–) zeneszerző, zongoraművész, kántor.

## Életrajz

### Gyermekkora és tanulmányai
Gyerekkorában rendszeresen járt zeneakadémiai és Erkel Színházi bérleti hangversenyekre. Otthon klasszikus- és könnyűzene egyaránt szólt. Apja tehetséges zongorista volt, de ritkán tudott fiával együtt zenélni. Általános iskola negyedik osztályos korától kezdve zongorázni tanult a kerületi zeneiskolában. Erősen idegenkedett a klasszikus zenétől, inkább a rockzene vonzotta. 15 évesen abbahagyta a zongorázást és gitárra „váltott”. Számos együttest alapított a Madách Gimnáziumban, a lázadó rock jegyében. (Az első a Denevérek: Nyerges Zsolt dob, Papp Zoltán Tibor billentyűsök, Torma Ferenc basszusgitár, Vedres Csaba szólógitár; majd a Lajosok hasonló felállásban. Ekkor már Görgényi Tamás is írt szövegeket a zenekarnak. A Kálmán nevű formáció is nagy sikereket aratott a gimnáziumban.)
1981-ben hallotta először az Emerson, Lake & Palmer, valamint a King Crimson együtteseket, ugyanekkor találkozott Frank Zappa zenéjével. Ugyanakkor rendkívül erős hatás érte Beethoven Karfantáziája felől. Ez utóbbi hatására úgy döntött, hogy nem a dzsessz-tanszakra (az ún. dzsessz-konzira) felvételizik a Bartók Béla Zeneművészeti Szakközépiskolában, hanem komolyzenei szakra. 1982-ben Kocsár Miklós föl is vette ebbe az osztályba, Fekete hangulat című zongoradarabja alapján. A katonaság után Kocsárnál végezte el a négy év zeneszerzés anyagát. 
A "Manticore Művészeti Misszió" tagjaként több műhelyfoglalkozáson vett részt, ahol zenei, irodalmi eszmecseréket folytatott egykori gimnáziumi osztálytársaival, illetve újonnan felfedezett alkotókkal. Egy ilyen wekerlei találkozó után alakult az After Crying zenekar 1986-ban.
1992-ben beiratkozott a Váci Egyházmegyei Kántorképzőbe, amelyet 1996-ban, kántordiplomával a birtokában befejezett.

### Család
1995-ben feleségül vette Gyermán Júlia hegedűművészt, négy gyermekük született: Péter (1996), Anna Flóra (1997), Laura (2000) és Luca Zsófia (2002). 1995-től 1999-ig Leányfalun, illetve Szentendrén élt. 1999 szeptemberében családjával Pécsre költözött, ahol felesége a szimfonikus zenekar hatáskörében állást és szolgálati lakást kapott.
2002 augusztusában visszaköltözött Szentendrére.

### Munkái
1985-től 1988-ig a Tanulmány Színház zenésze volt.
1986-ban Pejtsik Péter csellistával és Egervári Gábor fuvolistával megalapították az After Crying együttest. Céljuk a „modern, de hallgatható” zene megalkotása volt. Egy éven keresztül csak ún. „modern” zeneszerzők műveit hallgatták, Schönbergtől Stockhausenen és Ligetin keresztül egészen Pierre Boulezig, Xenakisig, de nem ez a stílus bizonyult az ő útjuknak. Az együttes számára a hiteles modern zene csírái inkább az Emerson, Lake and Palmernél, a King Crimsonnál, Frank Zappánál, Laurie Andersonnál rejtőztek. Útkeresésüket 1990-91-ben már a közönség is tetszésével jutalmazta.
Vedres 1994-ben kilépett az After Crying együttesből, s azóta leginkább szólópályán (zeneszerző, zongorista, énekes) dolgozik.
1995-ben megalapította a Townscream együttest, amely – több-kevesebb kihagyással – 1999 áprilisáig létezett.
Zenekaraival és szólóban is számos alkalommal szerepelt külföldön, többek között Angliában, Portugáliában, Izraelben, Németországban, Kanadában és Jugoszláviában.
1999 decembere óta ad ki szólólemezeket, művei egyre inkább „klasszikus zenei” vonásokat öltenek. Célja a komolyzenei hagyományt felvállaló hiteles, modern zene megalkotása, rockzenei elemek alkalmazásával.
1998–1999-ig a szentendrei Péter-Pál templom kántora volt, Blanckenstein György plébános irányításával. 1999-ben – a szakmai és emberi elismertség dacára – úgy érezte, hogy kántori állása összeegyeztethetetlen (időben) művészi, elsősorban zeneszerzői hivatásával.
2002 óta ismét segédkántorként tevékenykedik a Péter-Pál templomban.
A színházakkal sem szakadt meg a kapcsolata. Az elmúlt években Nyíregyházán, Egerben, Székesfehérváron, Debrecenben, Veszprémben, valamint Budapesten az RS9 Színház, a Budapesti Kamaraszínház és az Örkény István Színház darabjainál működött közre, Dobay Dezső, Galambos Péter, Lukáts Andor és Lendvay Zoltán rendezők irányítása mellett.
2004 novemberében Kairosz néven együttest alapított, amely végül Vedres Csaba és a Kairosz kvartett néven vált ismertté. A vonósnégyesből és billentyűsökből álló formáció elektronikus zenei kísérleteit a közönség tüntető ellenszenvvel és távolságtartással fogadta. A 2005 májusában bekövetkezett akusztikus zenei fordulat (vonósnégyes + zongora) óta a közönség részéről óvatos nyitás tapasztalható.
Feleségével Lélektánc címmel orgona-hegedű hangversenyeket tart.

### Elméleti tevékenysége
2003 januárjától előadás-sorozatot indított az R.S. 9 Színházban, amely a „könnyűzene” fogalmával és történetével foglalkozott. A sorozatot később XX. századi remekművek címmel folytatta 2005 májusáig, ezeken rocklegendák (többek között ELP, King Crimson, Frank Zappa, Genesis, Gentle Giant) műveit elemezte részletesen.
2005 februárja óta meghívott előadóként tart előadást a Pécsi Tudományegyetem Bölcsészettudományi Karának Esztétika-filológia tanszékén. Két kurzust tartott eddig A könnyűzene esztétikája illetve XX. századi zeneesztétikai és zeneelméleti rendszerek címmel.
A 2006-os könyvhéten a Kairosz kiadó gondozásában megjelent könyve, Mi az, hogy könnyűzene? címmel. A könyv alaptézise, hogy a „könnyűzene” és „komolyzene” fogalmak nem képesek lefedni a mai magyar zenei valóságot, mert pontatlanok és eleve értékítéletet hordoznak magukban; a valódi különbség értékes és értéktelen között, a szórakoztató zenei tucattermék és az egyedi művészi alkotás között van. Ez a határ pedig nem az egyes műfajok között, hanem a műfajokon belül található. A könyvben állításait közel 170 forrásmunka felhasználásával és feldolgozásával igyekszik alátámasztani.

### Különálló művei
2004 őszén kezdte írni a Requiemet, amelyet ugyanez év novemberében a szentendrei Péter-Pál templomban az egyházközség ifjúsági kórusával részlegesen bemutattak; a teljes változat ugyanezen előadókkal 2005. november 2-án, Halottak napján hangzott el először a kaposvári Szent Imre templomban.
2005 augusztusában a nemzetközi Órigenész-konferencia felkérésére írta meg Consolatio c. darabját, amely a pécsi Székesegyház kórusának Szamosi Szabolcs vezette előadásában a szerző által nem várt nagy sikert aratott.
Jelenleg egy harsonakvartett végső kialakításán, a Requiem befejezésén és újabb Kairosz-darabok megírásán dolgozik.

## Diszkográfia

### Kairosz
- Áldott idő (2006)
- Tisztelet Chick Coreának (2007)

### Szólómunkák
- Legenda / Távollét (1990)
- Bolond Istók (1993)
- Misék (1996)
- Improvizációk (1996)
- Koncert (1996)
- Mesék, levelek (1999)
- Lélektánc (Gyermán Júliával) (2000)
- Zongorazene (2000)
- Mire megvirrad – Stanislawski dalok (2000)
- Ephata I. – Tortured & Formatted (2001)
- Fohász (válogatás) (2003)
- Kovács-Cohner Róbert: Ephata. Álom egy ablak üvegén; Gloria, Bp., 2007 + CD (a CD-mellékleten Vedres Csaba műveivel)
- Pszichogrammák (Gyimóthy Gáborral) (2009)
- Csendzenék (2009)

### After Crying
- Opus 1 (1989)
- 1989 (1989)
- Koncert (1991)
- Overground Music (1990 LP, 1993 CD)
- Megalázottak és megszomorítottak (1992)
- Föld és Ég (1994)
- Első Évtized (1996)

### Townscream
- Nagyvárosi ikonok (1997)

### Zeneszerzőként
- Kováts Kriszta: Titkosírás (1994, Fábri Péter szövegeivel)

## Kötetei
- Mi az, hogy könnyűzene?!; Kairosz, Bp., 2006